# 교토 애니메이션
주식회사 교토 애니메이션(株式会社京都アニメーション 가부시키가이샤 교토 아니메숀[*])은 일본 교토부 우지시에 위치한 애니메이션 제작사다. 약칭은 쿄애니(京アニ 교아니[*]).
주로 텔레비전이나 극장용 애니메이션 작품의 기획 및 제작, 타사 작품의 제작 협력을 실시하고 있는 것 외, 출판 사업과 머천다이징 사업도 실시하고 있어, 애니메이션을 중심으로 한 콘텐츠 사업을 하고 있다. 회사 로고는 교토(京都)의 경(京)을 모티브로 하여 디자인되었다. 교토 애니메이션의 애니메이터들은 프레임당 수당을 받는 프리랜스 애니메이터가 아니라 정해진 임금을 받는 직원들이다. 이로 인해, 교토 애니메이션의 애니메이터들은 프레임의 수가 아니라 각 프레임의 질에 더욱 집중할 수 있다.
교토부 우지시 주변에 본사와 여러개의 스튜디오를 두고 있고 텔레비전 애니메이션의 제작이나 극장판 애니메이션 제작을 주력 사업으로 하고 있다. 2016년에는, TV 애니메이션을 경유하지 않은 극장판 이내메이션의 제작에도 처음 참가했다. 또, 자사 관련 상품을 판매하는 점포(쿄애니숍)를 우지 시내에 가지는 것 외에도 온라인상에서의 통신 판매도실시하고 있다. 그 밖의 사업으로는 자사 문고 레이블 "KA에스마 문고"에서의 출판 사업이나 교토 애니메이션 프로 양성학원에서의 학원 운영도 하고 있다. 2013년부터는 2년마다 자사 이벤트를 교토시내에서 개최하고 있다.
일부 후반 작업 공정은 사외에서 실사할 필요가 있기 때문에, 교토의 본사와는 별도로 사무실을 도쿄도 미나토구에 두고 있다. 연출 등 일부 메인 스태프는 교토와 도쿄를 왕복하는 경우도 많다고 한다. 직원의 출신지는 북쪽은 홋카이도에서 남쪽은 규슈까지 다양하다.
작화의 품질의 높이는 '쿄애니 퀄리티'라고 불리며 국내외에서 인기를 얻고 있었다. 2005년에 방송한 애니메이션판 《AIR》에서는 최고봉의 제작 기술로 업계의 선구자가 되는 기획을 전개해, 일본의 애니메이션 문화의 방향성을 만들었다고 불리고 있다.

## 역사

### 창업
창업자 핫타 요코(八田陽子)는 도쿄도 출신으로 고등학교 졸업 후에 애니메이터인 친형 스기야마 타쿠의 소개에 의해 데즈카 오사무에게 소개되어, 무시 프로덕션에서 마무리 경험을 쌓았다.
그 후, 교토부로 이주하고 후쿠이현의 농가 출신으로 철도원인 핫타 히데아키(八田英明)와 알게 되어 1975년에 결혼한다. 우지시로 옮겨살게 되고 이웃의 주부에게 애니메이션 제작 학권을 개강했다. 그 후, 도쿄에 있는 친형이나 신에이 동화의 사장인 쿠스베 다이키치로 등의 인맥을 구사해 일을 찾아, 1981년에 주부들과 함께 신에이 동화, 타츠노코 프로덕션 및 선라이즈의 마무리 일을 시작한 것이 사업의 시작이다.
당시에는 지역명을 붙여 '교토 아니메 스튜디오' (京都アニメスタジオ)라는 이름으로 창립하였다. 1985년 히데아키가 사장으로 취임하면서 회사를 유한회사로 법인화하였다. 원래는 마무리 공정을 하는 마무리 전문 회사였지만, 1986년에 작화 부문을 설립해 타사의 동화 하청을 시작했다. 1987년 타츠노코 프로덕션 제작의 텔레비전 애니메이션 《붉은 광탄 질리온》에서는 실질적인 제작을 실시했다고 되어, 이 작품의 프로듀서 이시카와 미츠히사가 아이지 타츠노코(후의 Production I.G)를 설립 할 때에는 출자를 했다.

### 원청 제작 전환
사업 초기에는 《키디 그레이드》, 《이누야샤》 등의 제작에 참여했다. 1990년대까지는 하청작업이나 타 애니메이션 제작회사와 합작하여 제작하는 수준이었으나, 1990년대 중후반부터 어느 정도 자체 제작 여건을 갖추게 되면서 2003년에는 《풀 메탈 패닉!》의 스핀오프 방영판인 《풀 메탈 패닉 후못후》에서 처음으로 원청으로 제작한 애니메이션을 선보이게 되었다. 2004년에는 최초의 오리지널 애니메이션으로 《문토》를 제작하였다. 이후로는 평균 상반기와 하반기에 각각 1편씩을 제작하고 있는 추세를 보이고 있다.
2005년에는 그로스 하청을 사용하지 않고 제작한 《에어》가 화제를 부른다.《에어》  이후 게임 브랜드 Key의 작품을 여러개 애니메이션화 해 《카논》(2006년), 《클라나드》(2007년)를 애니메이션화했다. 이 작품의 감독은 모두 이시하라 타츠야가 담당하였다.
이후 2006년 《스즈미야 하루히의 우울》을 제작, 방영하게 된 것을 계기로 당시 '2006년 최대의 화제를 모았던 애니메이션을 제작한 회사'라는 점에서 인지도가 급상승하였다. 이러한 인기는 후속 제작 작품인 《러키☆스타》와 《클라나드》, 《케이온!》등으로 이어졌다.
2009년 4월, 경음악을 테마로 한 《케이온!》에서는 캐릭터 명의의 CD로서 첫 오리콘 차트 1위 획득이나 등장인물이 사용하는 악기가 급격히 매상을 늘리는 등의 결과, 닛케이MJ 2009년 히트 상품 번호가 붙은 니시젠두에 선출되는 등, 그 경제적 영향력에도 큰 주목이 모여 대중 매체로부터 사회 현상이라고 불리기에 이르렀다. 본작은 2010년에 제15회 애니메이션 고베에서 작품상·텔레비전 부문을 수상했다. 2011년 개봉한 극장작은 흥행 수입 19억을 기록했고, 2012년 제17회 애니메이션 고베에서 작품상·극장 부문을 수상했다.

### 문고 레이블 전개
상술한 인기작을 제작했음에도 불구하고 그 이익은 거의 환원되지 않았다. 거기서, 2차 이용에 의한 수입을 얻을 수 있는 자사 기획을 추진하기 위해, 2009년 10월 2일부터 제1회 교토 애니메이션 대상을 개최해, 2011년에는 KA에스마 문고 레이블을 설립해, 장려상 《중2병이라도 사랑이 하고 싶어!》와 쿄애니 BON!에서 연재 작품 《저녁노을 등대의 비밀》를 문고본화했다.
2009년부터는 해마다 자체적으로 KA에스마 문고의 소설 및 만화 작품에 교토 애니메이션 대상(京都アニメーション大賞)을 수여하고 있다. 수상작들에게는 애니메이션화될 수 있는 기회가 주어진다. 《중2병이라도 사랑이 하고 싶어!》, 《Free!》, 《경계의 저편》 등이 교토 애니메이션 대상을 통해 애니메이션화되었다. 2014년에는, 《바이올렛 에버가든》이 최초로 세 분야 모두에서 수상했다. 교토 애니메이션은 높은 품질과 "일상 생활에서의 신비와 갈등을 잘 포착하는" 특징으로 유명하다.

### 제1스튜디오 방화 사건

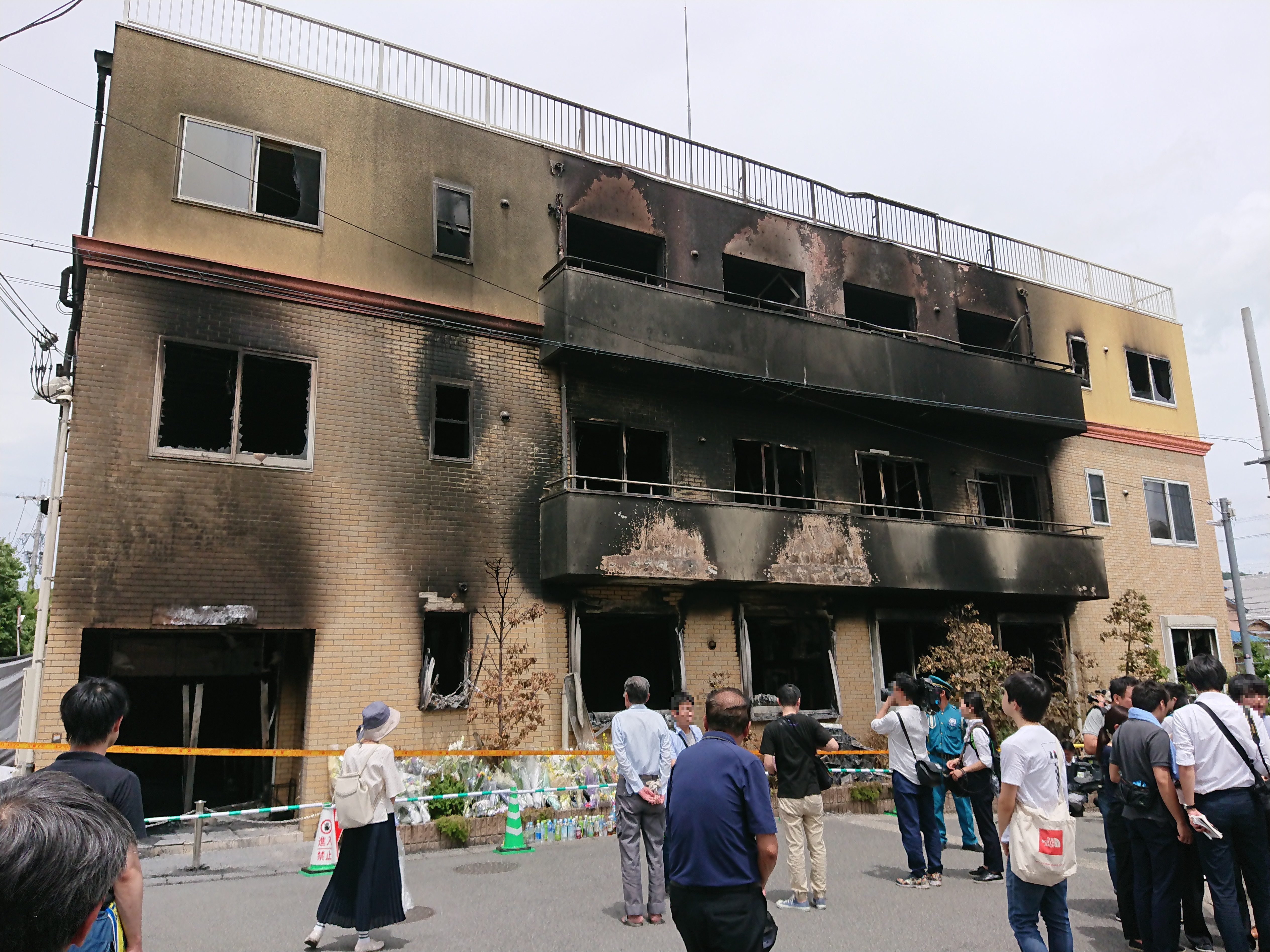
방화 사건에 의해 전소한 제1스튜디오(2019년 7월 21일 촬영)

2019년 7월 18일 제1스튜디오에서 방화로 인한 화재가 발생하였다. 사건 당일 스튜디오에서 근무중이던 여러 임직원과 디자이너가 화재에 휘말려, 전신 화상으로 인한 패혈증으로 36명이 사망하고 33명이 중태에 빠졌다.
사건 발생 전날에 완성했던 《바이올렛 에버가든 - 영원과 자동 수기 인형 -》은 예정대로 공개되었지만, 속편 《극장판 바이올렛 에버가든》은 공개 연기, 《극장판 Free!-the Final Stroke-》는 제작 시기의 백지화가 발표되었다.

### 사건 후
2021년 《코바야시네 메이드래곤 S》에서 사건 후 처음으로 TV 애니메이션의 제작을 재개했다. 또 주력 작가였던 야마다 나오코는 사건 후 사이언스 SARU로 제작의 축을 옮겼다.
2023년 7월 1일자로 일본동화협회에 준회원으로서 입회했다.

## 제작 체제
설립 당시에는 가까운 곳에 외주를 줄 수 있는 제작사가 적은 환경도 있어 많은 공정을 자사 내에서 완결시키는 환경이 요구되었다. 그 때문에 연출, 작화, 마무리, 미술, 촬영, 디지털 이펙트까지의 프로덕션 작업을 사내에서 실시할 수 있는 체제를 구축했다. 그 때문에 편집·음향을 제외한 영상 제작 공정을 사내에서 실시할 수 있고 외주에 의한 분업 체제를 취하는 프로덕션에 대해서 스태프의 커뮤니케이션이 긴밀하게 취해지는 것이 특징이다.
작화·마무리·미술의 공정을 국내의 여러 회사에 위탁하는 일은 적고, 공정의 일부가 자회사인 애니메이션 Do(2020년 11월에 흡수합병·해산)에 의해 이루어지고 있으며, 애니메이션 Do가 공동 원청으로서 교토 애니메이션 작품을 제작하기도 했다. 또 많은 작품에서 대한민국의 애니메이션 스튜디오 Studio Blue(구:Ani Village)에 작화·마무리·미술 등의 공정을 위탁하고 있다. 그 외, 동화·마무리는 간사이에 거점을 두고 있는 스튜디오(스튜디오 원팩(현재는 해산)나 아니타스 고베 등)나, 도쿄의 스튜디오 신룡, 중국의 화조 동화제작 집단 등에, 배경 미술은 《스즈미야 하루히의 우울》, 《러키☆스타》에서 미술 감독을 맡은 타무라 세이키가 소속된 아니메코보파사라 등의 스튜디오에 발주하는 일이 있다. 그러나 애니메이션 Do와 Studio Blue를 제외한 기업에 업무 위탁을 하는 빈도는 적다.

## 본사·스튜디오

### 교토

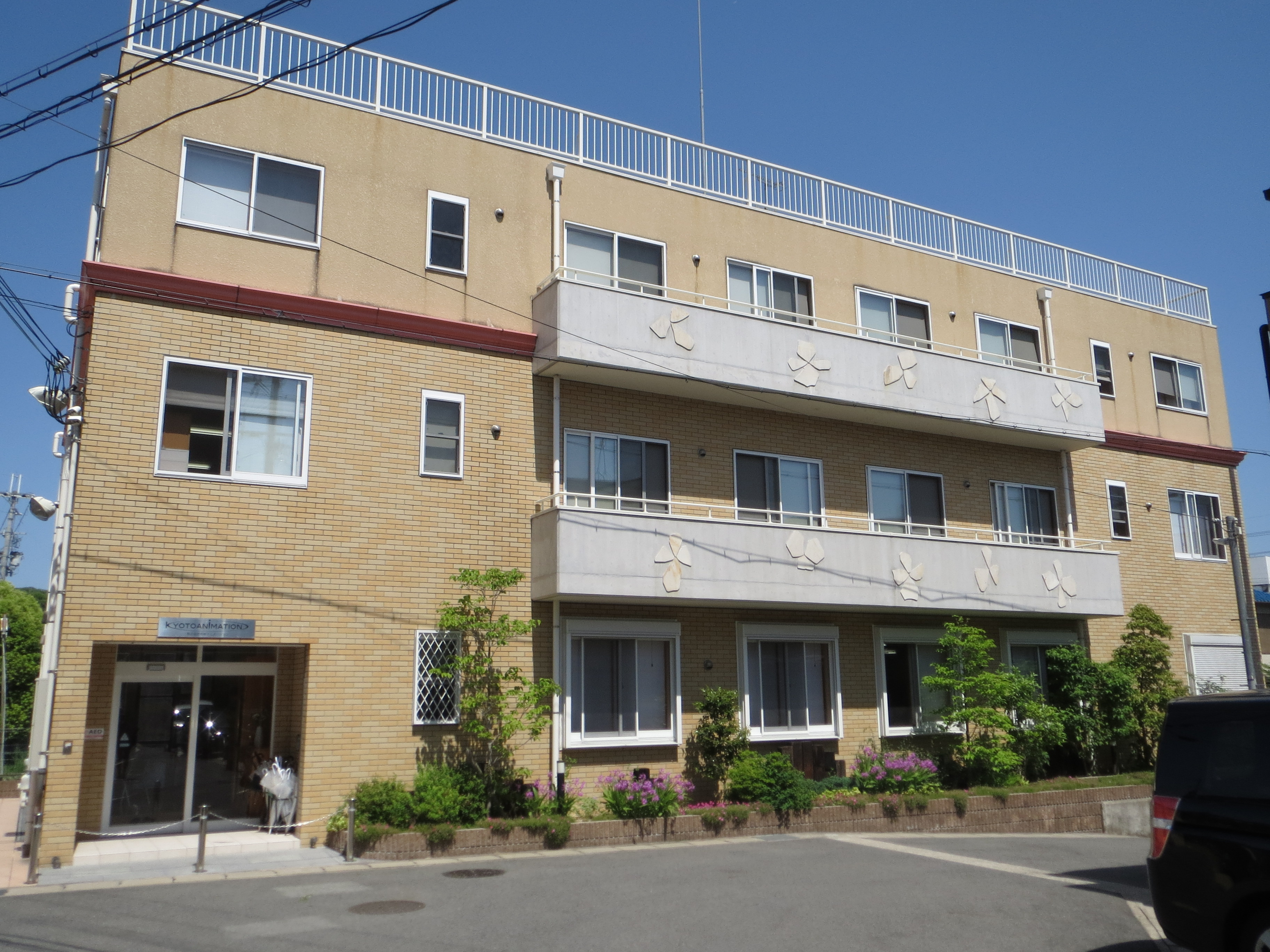
제1스튜디오(화재 발생 전)

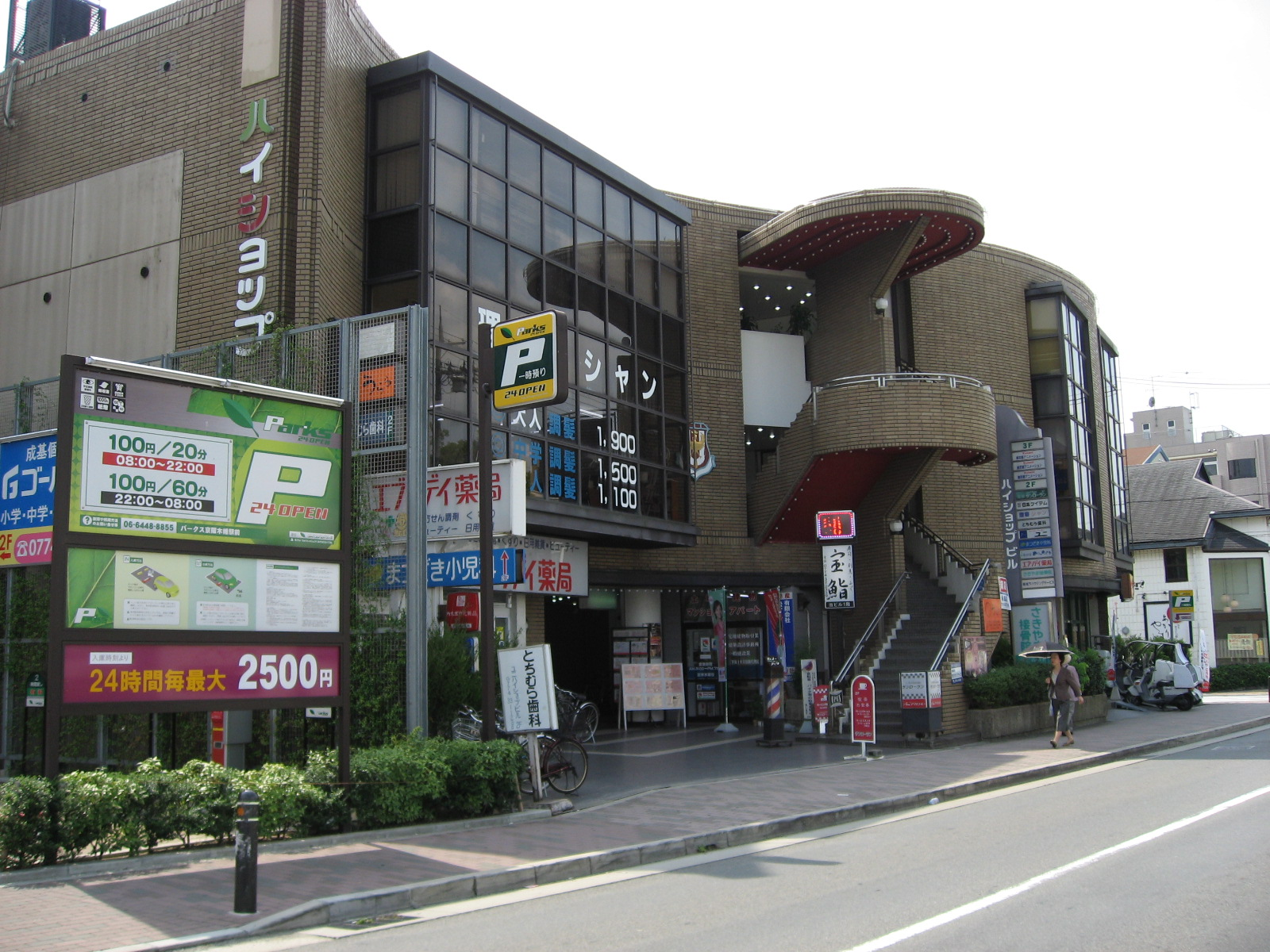
제2스튜디오(3층 부분)

나라선과 게이한 우지선의 역인 고하타역, 로쿠지조역의 주변에 있다.
- 본사 (교토부 우지시 코바오세토 32)
  - 나라선 고하타역 인근에 소재.
- 제1스튜디오 (교토부 교토시 후시미구 모모야마마치 15-1)
  - 가장 가까운 역은 게이한 우지선 로쿠지조역.
  - 주소로서는 교토시이지만, 우지시와의 시경은 눈과 코 앞에 있다.
  - 2019년 7월 18일에 방화에 의한 화재에 의해 전소했다.
  - 같은 해 10월에 핫타 히데아키 사장이 제1스튜디오의 해체 철거를 표명, 11월 25일부터 해체를 위한 준비가 시작되어, 2020년 1월 7일 착공, 4월 28일에 완료했다.[30][31]
- 제2스튜디오 (교토부 우지시 고하타 우치하타초 34-11)
  - 가장 가까운 역은 게이한 우지선 고와타역.
- 상품개발부 (교토부 우지시 고하타 니시나카)
  - 제2스튜디오 인근에 소재.
- 제5스튜디오 (교토부 우지시 고하타 히가시나카)
  - 2017년 본사 근처에 자사 빌딩으로 신설.

### 오사카

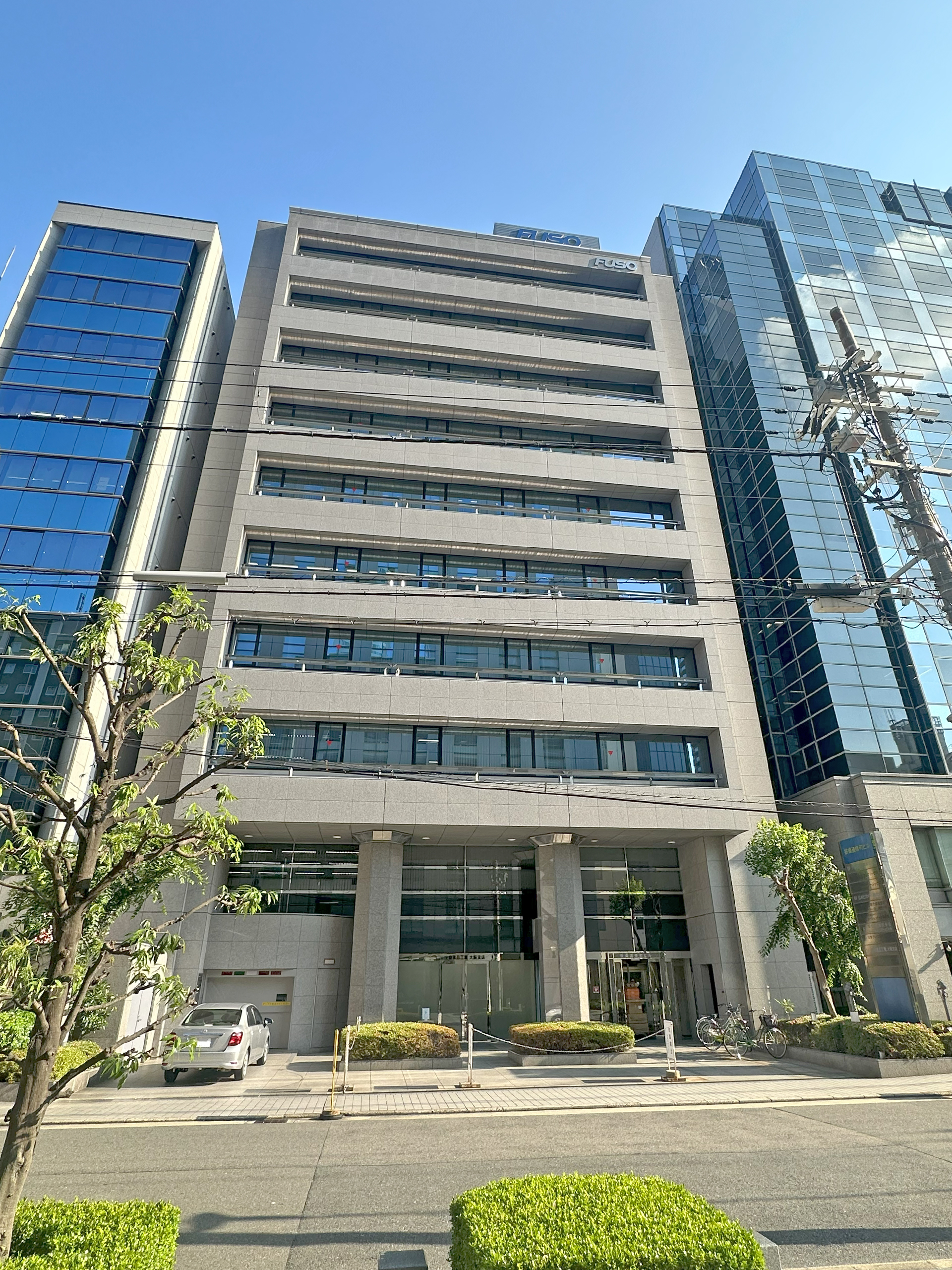
애니메이션 두가 위치한 오사카부 오사카시 주오구 도쇼마치(道修町)의 후소도쇼초빌딩(扶桑道修町ビル)

자회사인 주식회사 애니메이션 두(株式会社アニメーションドゥウ)는 교토 애니메이션의 제작 부서로서 설립되었다. 본래 교토 애니메이션의 오사카 지사로서, 2000년에 유한회사로, 2010년에 주식회사로 변경되었다. 핫타 히데아키는 자회사까지 모두 경영하고 있다. 제작 작품에는 애니메이션 두의 상호를 달지만, 교토 애니메이션을 주 계약자로 하여 교토 애니메이션과 한 회사처럼 같이 작업하고 있다. 교토 애니메이션의 대부분의 사업에 참여하여 작품에 함께 상호를 붙인다.
2020년 11월에 교토 애니메이션에 흡수합병되어 해산했다. 그 후 애니메이션 사업부로서 사업을 계속하고 있다.

## 제작 작품

### TV 애니메이션
- 《풀 메탈 패닉 후못후》- 2003년
- 《에어》- 2005년 상반기
- 《풀 메탈 패닉! 더 세컨드 레이드》- 2005년 하반기
- 《스즈미야 하루히의 우울》- 2006년 상반기, 2009년 상반기 이후 신에피소드 추가
- 《카논》- 2006년 하반기
- 《러키☆스타》- 2007년 상반기
- 《클라나드》- 2007년 하반기
- 《클라나드 ~AFTER STORY~》- 2008년 하반기
- 《하늘을 올려다보는 소녀의 눈동자에 비치는 세계》(문토 TVA) - 2009년 상반기(1분기)
- 《케이온!》- 2009년 상반기(2분기)
- 《케이온!!》- 2010년 상반기
- 《일상》 - 2011년 상반기(2분기)
- 《빙과》 - 2012년 상반기(2분기)
- 《중2병이라도 사랑이 하고 싶어!》 - 2012년 하반기(4분기)
- 《타마코 마켓》 - 2013년 상반기(1분기)
- 《Free!》 - 2013년 하반기(3분기)
- 《경계의 저편》 - 2013년 하반기(4분기)
- 《중2병이라도 사랑이 하고 싶어! 연》 - 2014년 상반기(1분기)
- 《Free! -Eternal Summer-》 - 2014년 하반기(3분기)
- 《아마기 브릴리언트 파크》 - 2014년 하반기(4분기)
- 《울려라! 유포니엄》 - 2015년 상반기(2분기)[34]
- 《무채한의 팬텀 월드》 - 2016년 상반기(1분기)
- 《울려라! 유포니엄 2》 - 2016년 하반기(4분기)
- 《코바야시네 메이드래곤》 - 2017년 상반기(1분기)
- 《바이올렛 에버가든》 - 2018년 1분기 - 스트리밍 서비스는 넷플릭스 독점으로 이루어짐.
- 《Free! -Dive to the Future-》 - 2018년 3분기
- 《츠루네 -카제마이고교 궁도부-》 - 2018년 4분기
- 《코바야시네 메이드래곤 S》 - 2021년 3분기
- 《츠루네 -이어짐의 한 발-》 - 2023년 1분기
- 《울려라! 유포니엄 3》 - 2024년 2분기
- 《CITY THE ANIMATION》 - 2025년 3분기

### 극장 애니메이션
- 《천상인과 아쿠토인 최후의 싸움》- 2009년 4월 개봉
- 《스즈미야 하루히의 소실》 - 2010년 2월 개봉
- 《영화 케이온!》- 2011년 12월 개봉
- 《타카나시 릿카·개(改) ~극장판 중2병이라도 사랑이 하고 싶어!~》- 2013년 9월 개봉
- 《타마코 러브 스토리》 - 2014년 4월 26일 개봉
- 《극장판 경계의 저편 -I'LL BE HERE-(과거편)》 - 2015년 3월 14일 개봉
- 《극장판 경계의 저편 -I'LL BE HERE-(미래편)》 - 2015년 4월 25일 개봉
- 《영화 하이☆스피드! -Free! Starting Days-》- 2015년 12월 5일 개봉
- 《극장판 울려라! 유포니엄 ~키타우지 고교 취주악부에 어서 오세요!~》 - 2016년 4월 23일 개봉
- 《목소리의 형태》 - 2016년 9월 17일 개봉
- 《극장판 울려라! 유포니엄 ~전하고 싶은 멜로디~》 - 2017년 9월 말 개봉
- 《극장판 Free! -Timeless Medley- 인연》 - 2017년 4월 개봉
- 《극장판 Free! -Timeless Medley- 약속》 - 2017년 7월 개봉
- 《특별판 Free!-Take Your Marks》 - 2017년 9월 개봉
- 《중2병이라도 사랑이 하고 싶어! 테이크 온 미》 - 2018년 1월 개봉
- 《리즈와 파랑새》 - 2018년 4월 개봉
- 《극장판 울려라! 유포니엄 ~맹세의 피날레~》 - 2019년 개봉
- 《극장판 Free! -Road to the World- 꿈》 - 2019년 7월 개봉
- 《바이올렛 에버가든 - 영원과 자동 수기 인형 -》 - 2019년 9월 개봉
- 《극장판 바이올렛 에버가든》 - 2020년 9월 개봉
- 《극장판! Free! -the Final Stroke- 전편》 - 2021년 9월 개봉
- 《극장판! Free! -the Final Stroke- 후편》 - 2022년 4월 개봉
- 《극장판 츠루네 -시작의 한 발-》 - 2022년 8월 개봉
- 《극장판 울려라! 유포니엄: 앙상블 콘테스트》 - 2023년 8월 개봉
- 《영화 코바야시네 메이드래곤 외로움쟁이 용》 - 2025년 6월 개봉

### OVA
- 《문토》 (OVA) - 2003년
- 《문토 2 ~시간의 벽을 넘어서~》 (OVA) - 2004년
- 《일상 - DVD OVA》 - 2011년

### Web 애니메이션
- 스즈미야 하루히 짱의 우울 - 2009년
- 뇨롱 츄루야씨 - 2009년
- 중2병이라도 사랑이 하고 싶어! Lite - 2012년
- 경계의 저편 아이돌 재판! - 2013년
- 중2병이라도 사랑이 하고 싶어! 연 Lite - 2013년
- 미니도라 - 2021년

## 소속 인물

### 현재 소속
- 이시하라 타츠야 - 연출가・감독
- 야마다 나오코 - 연출가・감독
- 호리구치 유키코 - 애니메이터
- 이케다 카즈미 - 애니메이터

### 과거 소속
- 야마모토 유타카 - 연출가・감독, 현재 Ordet 대표

### 사망
- 타케모토 야스히로 - 연출가・감독, 방화 사건으로 인한 사망
- 니시야 후토시 - 애니메이터, 방화 사건으로 인한 사망

## 참고 문헌
- Cavallaro, Dani (2012). 《Kyoto Animation: A Critical Study and Filmography》. Jefferson, N.C.: McFarland. ISBN 978-0-7864-7068-6.
- Creamer, Nick (2015년 12월 2일). “What Makes Kyoto Animation So Special?”. Anime News Network. 2018년 5월 20일에 확인함.